# Citrus medica

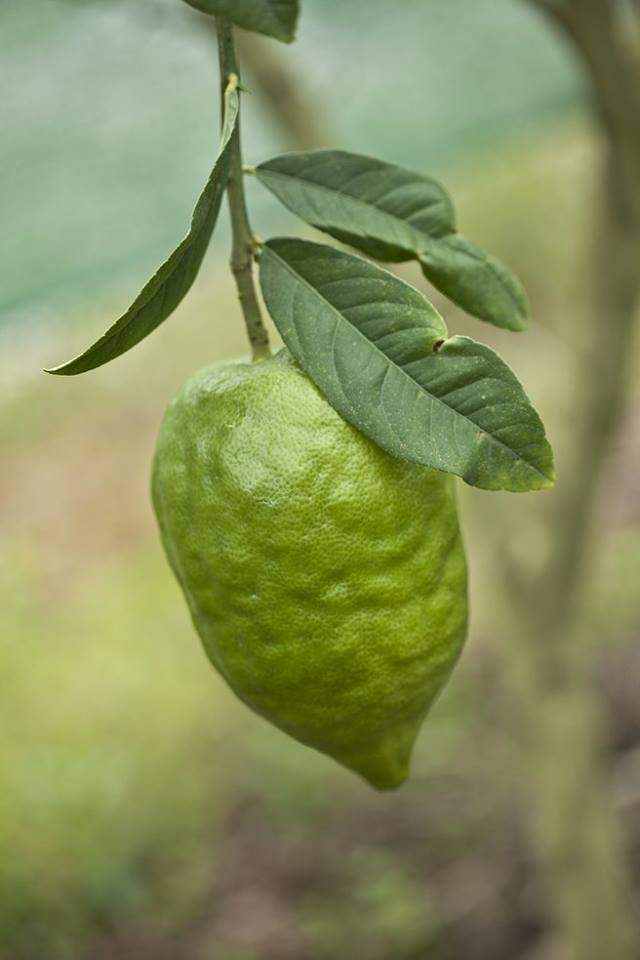
Cedro (Citrus medica) di Santa Maria del Cedro

Il cedro (Citrus medica L., 1753) è un albero da frutto appartenente alla famiglia delle Rutacee. È il più antico agrume coltivato in Europa ed è ritenuta una delle tre specie di agrumi da cui derivano tutte le specie oggi coltivate, assieme al pomelo (Citrus maxima) e al mandarino (Citrus reticulata).

## Etimologia
Il nome cedro, derivato dalla volgarizzazione del termine latino citrus è, però, ambiguo in quanto coincide con la traduzione di cedrus, nome dato alla conifera (i famosi cedri del Libano che fornirono il legno per tante imbarcazioni nel mondo antico); ecco perché in alcuni testi per l'agrume viene usato anche il termine citro.

## Descrizione
Il cedro è un arbusto di medie dimensioni, è sempreverde e latifoglia. I rami giovani sono rossastri o violetti, con foglie lunghe fino a 20 cm e verde scuro. I fiori sono grandi e crescono in gruppi da tre a dodici e sono molto profumati; i boccioli sono rossastri, ma il fiore aperto è bianco. Il frutto è grande 20 – 30 cm, verde chiaro o giallino (nella sua fase matura), ovale o quasi rotondo, talvolta con una leggera protuberanza al peduncolo e un po' appuntito dalla parte opposta. La buccia può essere liscia o ruvida (a seconda della varietà) e costituisce circa il 70% del frutto, per cui – tolti pure i semi e l’albedo tra gli spicchi – solo un 25-30% del cedro è normalmente polpa, anche se è tutto edibile. È molto utilizzato nell'industria alimentare, trasformato in creme, marmellate, liquori, paste fresche artigianali, dolci artigianali e canditi. Trova oggi largo impiego anche nell'industria profumiera e nella cosmesi.

## Origini e diffusione
Secondo Plinio il Vecchio, il cedro è originario della Media, una vasta regione dell'Antica Persia (Asia Minore).
È giunto in Europa in tempi remoti, come indicato dall'origine dei termini in greco antico (κίτρον (kitron) e in latino (citrus), usati per indicare il cedro, entrambi probabilmente derivanti, attraverso l'etrusco, dal nome di un'altra pianta, il cedro del Libano (in greco antico κέδρος (kedros), in latino cedrus) da una radice appartenente alle "lingue mediterranee" ovvero pre-indoeuropee.
In Italia la conoscenza del cedro è molto antica. Fu classificato da Plinio nella Naturalis Historia col nome di "mela assira". A quei tempi ancora non si usava tale frutto come alimento; il suo utilizzo a tale scopo si sarebbe diffuso solo due secoli più tardi. Era invece usato come repellente per gli insetti nocivi come le zanzare, in maniera analoga alla citronella. Oggi il cedro è principalmente coltivato e lavorato in Calabria, nella fascia costiera dell'Alto Tirreno cosentino che va da Tortora a Sangineto, denominata Riviera dei Cedri, dove sono presenti paesi che presentano vaste coltivazioni di Cedro tra cui Santa Maria del Cedro, dove oggi si concentra maggiormente la produzione, Scalea, Belvedere Marittimo, Santa Domenica Talao, Orsomarso e Buonvicino.
Attualmente questo frutto è coltivato soprattutto nell'area mediterranea, in Medio Oriente, India e Indonesia, ma anche in Australia, Brasile e negli Stati Uniti d'America. In molte località indiane cresce pure spontaneamente.

## Varietà

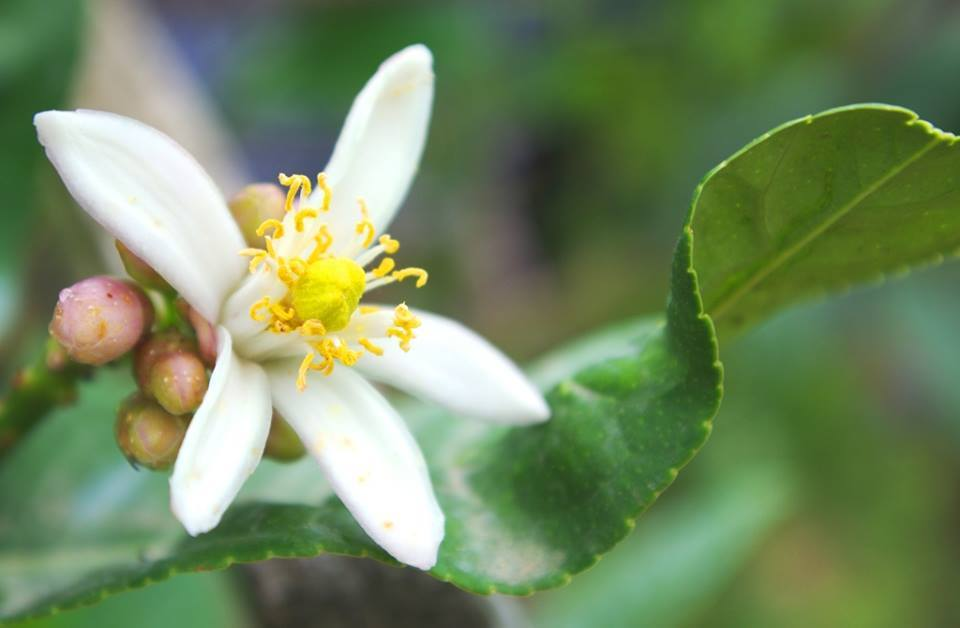
Fiore del cedro di Santa Maria del Cedro

Il cedro conta un gran numero di varietà; quella più diffusa e pregiata è coltivata in Calabria, a Santa Maria del Cedro e sulla Riviera dei Cedri, ed è denominata "Liscia diamante", comunemente detta di "Santa Maria del Cedro" (per via dell'uso consolidato del nome nel commercio e nel linguaggio comune), comune in cui si concentra la produzione cedricola italiana e dove sono situati il Museo del Cedro e il Consorzio del Cedro di Calabria.
In Sicilia è tipica quella bitorzoluta ("vozza vozza", a bassa acidità, buona per il consumo crudo), mentre in Campania se ne coltiva una molto acida, dall'albedo amarognolo.
Le varietà di cedro si dividono in due categorie: quelle a polpa dolce e quelle a polpa acida.
Tra quelle straniere è da menzionare il cedro di Corsica a polpa dolce.
Una menzione particolare va fatta per il cedro giudaico o etrog (Citrus medica var. ethrog) che viene usata dai credenti ebrei per Sukkot o Festa delle capanne. È una varietà coltivata in Grecia, Etiopia e in Israele, ma soprattutto in Calabria, a Santa Maria del Cedro, dove ogni anno, da secoli, giungono i Rabbini di numerose comunità ebraiche alla ricerca del cedro perfetto.
A differenza di tutti gli altri agrumi, possiede una percentuale maggiore di albedo (la parte bianca della buccia) rispetto alla polpa.

### VarietàMano di Buddha
Una particolare varietà di cedro è la specie cosiddetta mano di Buddha. In questa varietà gli spicchi, invece che uniti l'un l'altro, si sviluppano separati in modo da sembrare per l'appunto una mano.

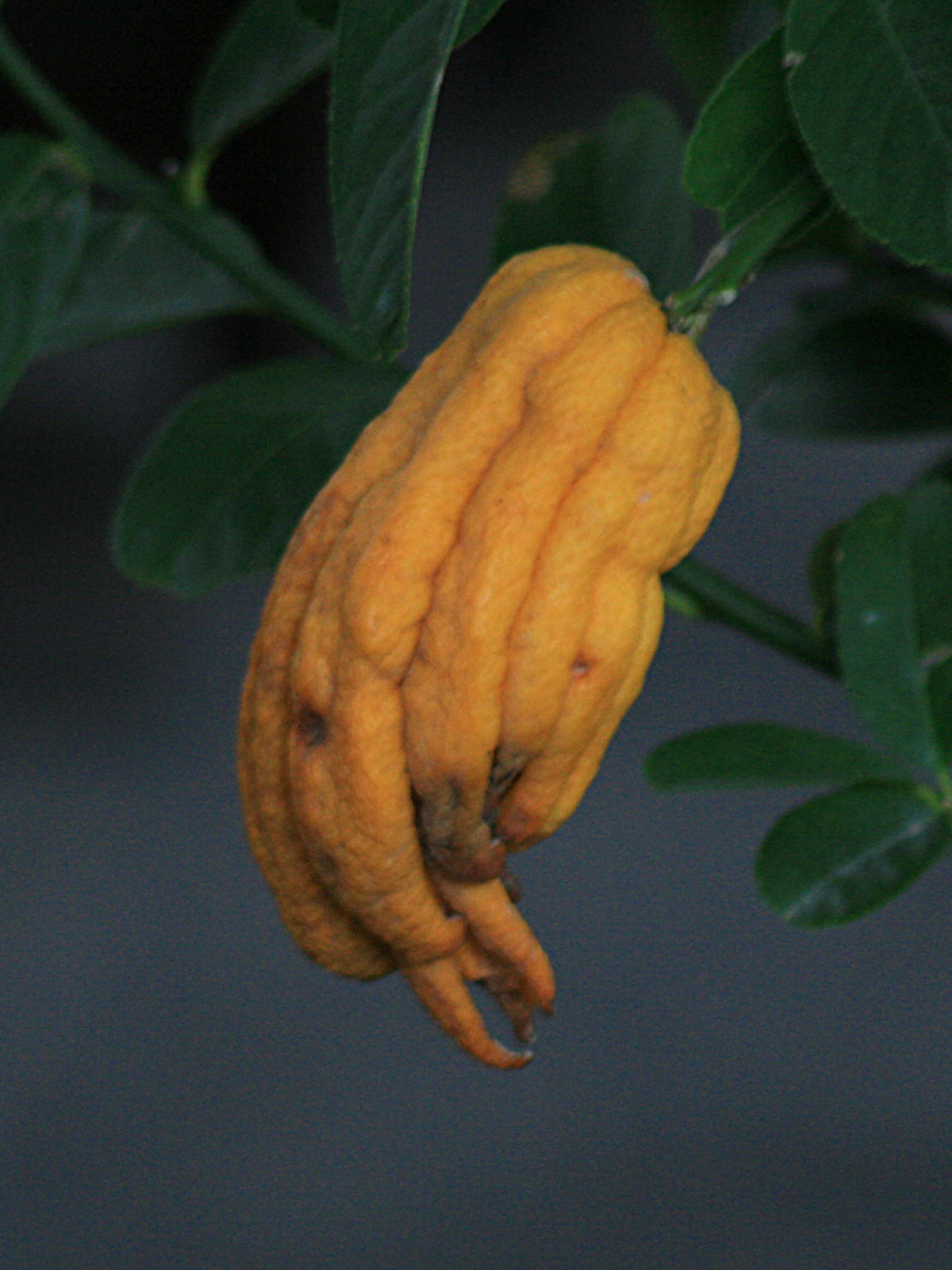
Cedro varietà mano di Budda

## Usi

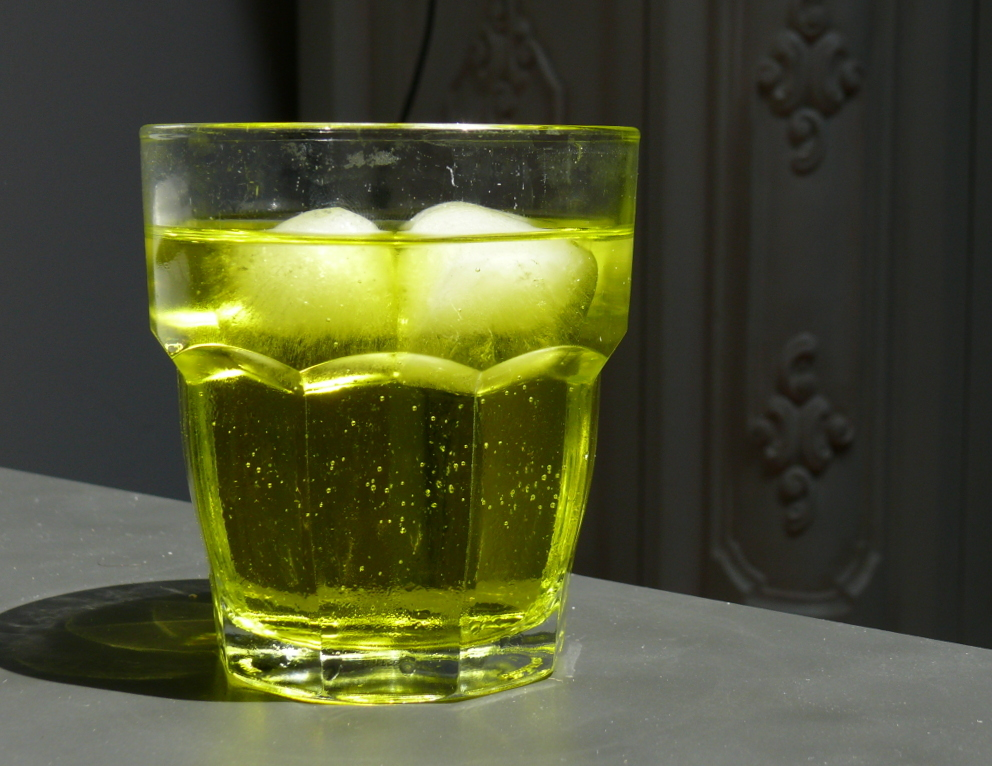
Un bicchiere di cedrata

Il cedro viene impiegato principalmente nell'industria alimentare, per la preparazione di pietanze dolci o salate, marmellate e canditi, liquori e bevande rinfrescanti (come la cedrata) e cocktail rinfrescanti (come il "Green Star", cocktail al cedro ideato dal MHM G. Conte); non mancano, però, sperimentazioni nell'industria farmaceutica e cosmetica.
L'essenza ricavata dal cedro è però facilmente deteriorabile, per cui solitamente si usa corretta con l'essenza di cedrina.
La cedrina (Citrus medica citrea gibocarpa) è una varietà usata esclusivamente per la produzione dell'essenza. Visto che il cedro è scarsamente utilizzabile come frutto fresco, si è cercato di sviluppare delle varietà adatte all'uso industriale. Dalla cedrina si estrae un olio essenziale con forte odore di cedro; consistente perlopiù di limonene, citrale e altri terpeni.
In medicina si utilizza per la preparazione di infusi. Gli steroli contenuti nell'albedo sono un ottimo rimedio contro l'eccesso di  colesterolo.

## Arte
In arte, fino al XVII secolo il Citrus medica è stato spesso confuso col cedro del Libano, per cui è facile vedere dipinto un cedro (agrume) per indicare invece la conifera. Tra gli esempi noti, uno è Marco Palmezzano, pittore del XVI secolo, in cui il cedro, dipinto come agrume, ha sempre valore di simbolo religioso di origine biblica: nel dipinto dell'Immacolata (1510), ecco, in alto a destra, apparire un bel "cedro" pieno di frutti che sta al posto di un cedro del Libano.

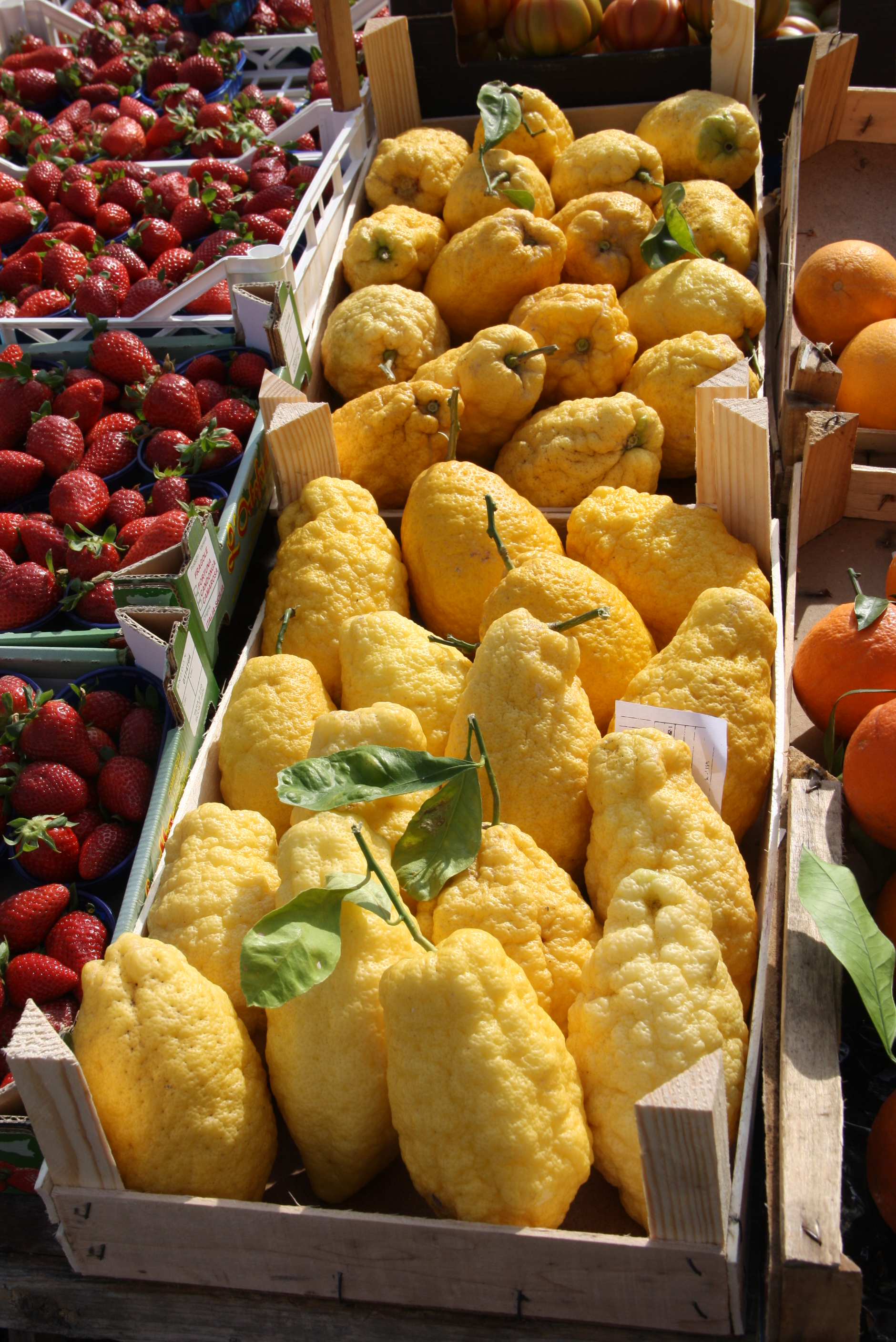
Cedri al mercato di Ortigia, Siracusa

## Tradizioni popolari
A Santa Maria del Cedro, paese della provincia di Cosenza che prende il nome proprio dal cedro, si festeggia ogni estate il Mediterraneo Cedro Festival, organizzato dal Consorzio del Cedro di Calabria.
Nella città di Forlì, la festa dedicata al Santo Servita Pellegrino Laziosi, il 1º maggio, è caratterizzata dalla tradizionale fiera del cedro.
Anche a Bibbona (Livorno), nel giorno di Pasquetta, si tiene la festa del cedro, in ricordo dell'antica usanza locale di servirsi di questo frutto come dazio.